# Hadji Murat (novela)
Hadji Murat, también escrito Hadji Murad o Hadyi Murad (en ruso: Хаджи-Мурат, romanizado: Jadzhí-Murat), es una novela corta  escrita por León Tolstói entre 1896 y 1904 y publicada póstumamente en 1912 (aunque no en su totalidad hasta 1917). Su protagonista, Hadji Murad, es un comandante rebelde avaro que, por motivos de venganza personal, forja una incómoda alianza con los rusos a los que ha estado combatiendo junto a Shamil,  el líder de la resistencia contra el Imperio ruso. Se trata también de la novela final de Tolstói.

## Contexto histórico
Tolstói creó esta historia ambientada en las montañas del Cáucaso a mediados del siglo XIX, cuando la expansión imperial rusa pretendía someter a las tribus checheno-daguestaníes. Hadji Murat también está vinculado a las propias experiencias de Tolstói en el ejército, quien durante los años 1851-1853 sirvió de comandante de un pelotón de artillería en la Guerra del Cáucaso. Escribió a su hermano Serguéi en 1851: "Si quieres presumir con noticias... puedes contar que un tal Hadji Murad [...] se rindió hace unos días al gobierno ruso. Era el principal temerario y “valiente” de toda Chechenia, pero ha sido inducido a cometer una acción mezquina".
En el libro el autor describe las experiencias de la lucha caucásica y rusa en la que se vieron envueltos tanto él como Hadji Murad. Aunque fue escrito unos cincuenta años después de que sucedieran realmente los hechos de la historia, Tolstói muestra de forma convincente el contraste entre la decadencia burocrática de Rusia y la sana vida apasionada de un montaraz.

## Génesis de la obra
Según las cartas que escribió a su hermano Serguéi, Tolstói parece haber escuchado hablar por primera vez de la historia del personaje real de Hadji Murad, mientras estaba sirviendo en el Cáucaso. El cardo que describe el autor en la apertura de la historia se encuentra, de hecho, cerca de su finca y es el pretexto que lo lleva a recordar al personaje de Hadji Murad y a crear una historia sobre él. Tolstói dedicó buena parte de su vida a la composición de esta historia y para ello se documentó ampliamente sobre la vida de Hadji Murad y la Guerra del Cáucaso, recopilando una ingente cantidad de fuentes: documentos de archivos rusos, noticias de periódicos, memorias y diarios de personas que vivieron aquellos hechos, apuntes, correspondencia de la época... Sin embargo, la correspondencia de Tolstói en los últimos años de su vida sugiere que fue en esa época, con la muerte rondándole, cuando le dio el empujón definitivo a la obra. En aquellos años, el escritor creía estar componiéndola únicamente para sí mismo, pues pensaba que jamás iba a poder publicarla, dadas las críticas que vertía contra la figura del zar Nicolás I y la actuación rusa en el Cáucaso. No en vano, el texto no pudo publicarse hasta 1912, con el autor ya fallecido, y lo hizo de manera parcial. Para la primera publicación completa de Hadji Murat habría que esperar hasta 1917.

## Temas
El tema principal es el de la lucha y la resistencia individual frente a poderes externos que intentan doblegarlos, ya sean los conquistadores rusos o los hombres del caudillo de la resistencia contra el Imperio ruso, Shamil. Según la analogía inicial que se establece al comienzo de la obra entre la flor del cardo y Hadji Murat, ambos son bellos y tienen sentido únicamente en su entorno: si alguien intenta sacarlos de este, ofrecen la más fiera de las resistencias, hasta el punto de que sólo es posible arrancarlos de su medio si se los destruye.
Junto con el tema de la resistencia, hay muchas otras ideas que se pueden encontrar en la novela, como el determinismo, del que Tolstói también se había hecho eco en su gran obra Guerra y paz. Otro tema aún más evidente es el de la lucha entre la europeizada Rusia y la musulmana Chechenia. No es otro que el clásico tema de la oposición entre Occidente y Oriente, que se encuentra en la historia rusa desde sus orígenes y también en muchas obras literarias rusas (y que es una vez más pertinente a la luz de la Primera y la segunda guerra chechena entre Chechenia y Rusia). El trabajo es muy similar al de Aleksandr Pushkin en La hija del capitán, ya que es un análisis realista, basado en personas y acontecimientos reales, y tiene una dirección similar, si bien el personaje principal de esta novela no acaba de la misma manera.
Hadji Murat es muy distinta a otras obras escritas por Tolstói hacia el final de su vida. En El diablo (1889), La sonata a Kreutzer (1890), El padre Sergio (1898), Resurrección (1899), Amo y criado (1895), o El cupón falso (1905), el énfasis se pone en las obligaciones morales del ser humano, lo cual no es el caso de Hadji Murat. Tolstói normalmente sumerge a sus personajes en un proceso de "purificación", por el cual aprenden algo sobre un ideal ético. Hadji Murat es el único relato suyo en el que no ocurre esto. Por el contrario, aquí retrata el lado negativo del hombre, poniendo en duda que haya algo de divino en el ser humano.

## Argumento
La obra se abre con un prólogo del narrador: de camino a su casa, encuentra en el camino la flor de un cardo y le parece tan hermosa que intenta cogerla para añadirla a su ramo de flores; sin embargo, el cardo ofrece una resistencia tan fiera que, cuando finalmente consigue arrancarlo, está totalmente machacado y ya no le sirve para su ramo. Al poco tiempo, ve un terreno por el que acaba de pasar un carro, que ha aplastado prácticamente toda la vegetación del suelo, salvo una mata de cardos con tres ramas. A pesar de la desolación circundante y a pesar de que la mata está tronchada, ennegrecida y mutilada, se levanta enhiesta y orgullosa. Ambas imágenes llevan al narrador a evocar la figura de Hadji Murad, un guerrillero del Cáucaso que, después de haber infligido numerosos golpes a los rusos durante años, cae en desgracia entre los suyos. Cuando su madre, sus dos esposas y sus cinco hijos son hechos rehenes por el líder de la resistencia caucásica, el imán Shamil, Murat se ve obligado a pasarse al bando de los que hasta entonces habían sido sus enemigos mortales, los rusos, con la esperanza de que le ayuden a recuperar a su familia.
La historia comienza cuando Murat y dos de sus seguidores huyen del imán Shamil y se refugian en la casa de Sado, un hombre fiel a Murat. Sin embargo, cuando los vecinos de Sado se enteran de que esconde a Murat y a sus compañeros, los obligan a marcharse de su aldea, por miedo a sufrir las represalias de Shamil. Al poco tiempo, el lugarteniente de Murat consigue establecer contacto con los rusos, que prometen respetar a Murat si se pasa a su bando, y así es como el protagonista del relato llega a la fortaleza que los rusos tienen en Vozdvízhenskaya, confiado en que, si se une a su ejército, conseguirá derrotar a Shamil y recuperar a su familia. Antes de su llegada al fuerte, se produce una pequeña escaramuza con algunos chechenos y un joven soldado ruso, Petruja Avdéiev, muere tras recibir un disparo. Esto le permite al narrador hacer una larga digresión sobre Petruja: sin hijos, se había alistado en el ejército como voluntario, para sustituir a su hermano, que ya tiene hijos. El padre de ambos, no obstante, lamenta la decisión, puesto que Petruja es mucho más trabajador que su hermano y podría ayudarles más con las labores del campo. Cuando la noticia del fallecimiento de Petruja llega a su casa, sus padres lo lamentan profundamente. No así su esposa, que ya está embarazada de otro hombre.
Durante su estancia en la guarnición de Vozdvízhenskaya, Murat se hace amigo del príncipe Mijaíl Vorontsov, el hijo del virrey, y de su esposa María y su hijo, y se gana la buena voluntad de los soldados allí estacionados. Les admira su imponente físico y su reputación como soldado, y disfrutan de su compañía, pues lo encuentran honesto y recto. De hecho, los Vorontsov regalan a Murat un reloj, que lo deja fascinado.
En el quinto día de estancia de Murat, el ayudante del gobernador general, Mijaíl Lorís-Mélikov, llega con la orden de escribir la historia de Murat, y de este modo el lector conoce algo de su historia: nacido en el pueblo de Junzaj, Murat pertenecía al círculo de los kanes locales porque su madre era la nodriza de la familia real. Cuando tenía quince años, algunos seguidores del muridismo llegaron a su pueblo, llamando a la guerra santa (gazawat) contra Rusia. En un primer momento, Murat declina su oferta, pero después un sabio es enviado a explicar cómo se llevará a cabo la gazawat y Murat, aunque vacilante, decide finalmente unirse a ella. No obstante, ya desde el primer momento sufre la enemistad de Shamil. Cuando este todavía no era el líder que luego sería, humilla a Murat en el momento en que iba a hablar con el caudillo Gamzat Bek. Gamzat Bek finalmente lanza un ataque contra la capital de Junzaj (en Daguestán) y mata a los kanes prorrusos, tomando el control de esa parte del Daguestán. La masacre de los kanes lanza a Hadji y a su hermano contra Gamzat, y consiguen engañarlo y matarlo, haciendo que sus seguidores huyan. Por desgracia, el hermano de Murat muere en la escaramuza y Shamil se convierte en el nuevo caudillo, en sustitución de Gamzat. Tras su ascenso, Shamil le pide a Murat que se una a su lucha, pero Murat se niega porque Shamil tiene las manos manchadas con la sangre de su hermano y de los kanes.
Una vez que Murat se ha unido a los rusos, estos, conscientes de su posición y capacidad de negociación, intentan utilizarlo para llegar hasta Shamil. Sin embargo, los planes de Vorontsov de utilizar a Murat se ven arruinados por Chernyshov, un príncipe que está celoso de él, y Murat tiene que permanecer a la espera en la fortaleza, máxime cuando al zar se le dice que posiblemente es un espía. En este momento, Tolstói abre una nueva digresión, para retratar a Nicolás I de Rusia como un déspota frío e insensible, caprichoso y arrogante, que disfruta aterrorizando a sus súbditos y que, a pesar de sentirse irreemplazable e imprescindible, toma las decisiones de manera arbitraria y sin ninguna coherencia. Imprevisible como siempre, Nicolás I ordena atacar a los chechenos y que Murat siga bajo vigilancia. El guerrillero caucasiano entiende entonces que no puede confiar en los rusos y que estos no van a confiarle un ejército para ir contra Shamil y liberar a su familia. Por eso, decide huir junto con sus hombres más fieles, para tratar de salvar él solo a su familia.
Llegados a este punto, se produce un salto de tiempo hacia adelante. Un grupo de soldados llega a la fortaleza portando la cabeza cortada de Murat. Mientras María Dmítrievna, compañera de uno de los oficiales y amiga de Murat, comenta la crueldad de los hombres en tiempos de guerra, los soldados cuentan la historia de la muerte de Murat. Este había escapado de la fortaleza con sus hombres de confianza, pero los rusos lo habían perseguido y acorralado en una zona pantanosa. Ante la imposibilidad de cruzar las marismas, Murat y sus hombres se habían escondido entre los arbustos esperando al amanecer, pero un anciano había revelado su posición y Kargánov, el comandante de la fortaleza, sus soldados, y algunos cosacos lo habían rodeado. Hadji y sus hombres habían muerto valientemente, ofreciendo resistencia aunque sabían que iban a morir y lo tenían todo perdido, exactamente igual que el cardo con el que el narrador había iniciado su historia. Los ruiseñores, que habían dejado de cantar durante la batalla, retoman su canto y Tolstói concluye evocando de nuevo el cardo con el que había iniciado su relato.